# VENG
Vehículo Espacial Nueva Generación, más conocida como VENG, es una empresa aeroespacial argentina. 
Creada a través del Poder Ejecutivo Nacional para implementar tareas realizadas por entes y profesionales de organismos nacionales del sistema científico tecnológico argentino en el desarrollo de medios de acceso al espacio y servicios de lanzamiento, particularmente para la producción, operación y mercadotecnia del programa de Tronador de la CONAE. También ha participado como contratista en los satélites SAC-D / Aquarius y SAOCOM, y en el diseño y operación de la Estación Terrena Tierra del Fuego.

## Historia
Durante la década de los 70, Argentina se encontraba desarrollando su propia lanzadera espacial denominada Cóndor II. Originalmente un desarrollo con uso científico, lentamente fue convertido en un misil militar. La complejidad del proyecto, sumado a la falta de presupuesto y presiones internacionales, terminarían desmantelando el proyecto, y llevarían a la creación de la CONAE.
En sus primeros años de existencia, la CONAE realizó unos planes estratégicos denominados "Plan Espacial Nacional" (PEN), en los cuales se determinaría los objetivos de la agencia, tales como los Satélites de Aplicaciones Científicas (SAC).
En la revisión de los años 1995-2006 se menciona por primera vez la idea de evaluar la factibilidad de desarrollar un "Vehículo Espacial de Nueva Generación", que tiempo después se convertiría en el proyecto Tronador.
Un año después de la aprobación del PEN, se llevaba a cabo la privatización de la Fábrica Militar de Aviones, la cual pasaría a ser una filial de Lockheed Martin. En ese entonces, la empresa estaba llevando a cabo el proyecto X-33, una prototipo del VentureStar, un vehículo comercial de órbita en una etapa que reemplazaría el Transbordador STS de la NASA. En febrero de 1997, se firma una carta de intención entre Lockheed Martin y CONAE, en la cual se asignaba una participación argentina en el proyecto. Sin embargo, la Argentina no tuvo ninguna participación en el proyecto, que finalmente sería cancelado en el año 2001 debido a su complejidad técnica.
El 19 de octubre de 1998, se crea por decreto la empresa Vehículo Espacial Nueva Generación (VENG). Pero desde ese momento no había recibido ningún impulso económico más allá de su objetivo de desarrollar un cohete, por lo que en sus primeros años de existencia, se dedicaría al estudio teóricos y factibilidad del proyecto. Por ese entonces, la CONAE consideró, sin éxito, la posibilidad de inversión privada en la empresa, debido a la falta de inversión estatal.
En febrero de 2007, CONAE y la empresa firmarían el contrato para realizar el proyecto Tronador, y a partir de junio del mismo año, también recibiría fondos estatales. En junio de 2007, la empresa realizó el primer lanzamiento del programa Tronador. El Tronador 1 fue el primer cohete con motor a propelentes líquidos desarrollado y lanzado en Argentina. La empresaria lanzaría otros dos cohetes sondas más, llamados Tronador 1b y Tronador 4000.
El 10 de junio de 2011 se lanzó el SAC-D / Aquarius, esta fue la primera misión satelital de la empresa, en la cual participó diseñando y construyendo componentes.
En el año 2014, comenzó la construcción del Centro Espacial de Punta Indio (CEPI) y el Centro Espacial Manuel Belgrano. El 26 de febrero de 2014 se llevó a cabo el primer lanzamiento del CEPI. El VEx-1A fue el primer prototipo del programa Tronador con control de trayectoria, pero su despegue fracasó debido a un problema del sistema de liberación de la rampa de lanzamiento. Seis meses después se lanzó con éxito el VEx-1B desde el CEPI.
El 20 de abril de 2017 se llevó a cabo el lanzamiento del VEx-5, el primer prototipo del programa con dos etapas. Una fuga de kerosene en el motor produjo un incendio que provocó una interrupción en el suministro de propelentes al motor. El motor se apagó seis segundos después del despegue tras alcanzar doscientos metros de altura, precipitándose a tierra.
El 30 de junio de 2016, VENG y la empresa noruega KSAT AS firmaron un acuerdo, en el cual la empresa noruega será propietaria de una de las antenas de la Estación Terrena Tierra del Fuego, mientras que CONAE y VENG podrán utilizar la estación terrena de Svalbard.
El 7 de octubre de 2018 se lanzó el satélite SAOCOM 1A de la CONAE, siendo VENG uno de los contratistas de la misión, estuvo a cargo de los ensayos e integración de la antena SAR y la operación de las estaciones terrenas. También es la empresa encargada en la comercialización de las imágenes  y productos de SAOCOM.